# Antistia
Antistia była pierwszą żoną Gnejusza Pompejusza Wielkiego. Jej ojciec Publiusz Antistiusz przewodniczył trybunałowi, przed którym stanął Pompejusz oskarżony o malwersacje łupów spod Asculum, zdobytych przez ojca Pompejusza, Pompejusza Strabona. Plutarch w swoich „Żywotach równoległych“ relacjonuje ten proces, twierdząc, że opanowanie i przenikliwość wykazywana przez Pompejusza w czasie procesu, wzbudziły w Antistiuszu sympatię do niego i idącą za tym propozycję małżeństwa z córką  Publiusza. Takie sekretne porozumienie zostało zawarte i po uniewinnieniu Pompejusza  kilka dni później małżeństwo zostało zawarte w 86 p.n.e. Małżeństwo nie trwało jednak zbyt długo. 
Sulla, który po pokonaniu Mitrydatesa wrócił do Italii, zdobył pełnię władzy w Rzymie pokonując popularów, którym przewodzili wówczas Lucjusz Korneliusz Cynna, Gnejusz Papiriusz Karbon i Mariusz Młodszy, syn Gajusza Mariusza. W czasie walk obie strony wymordowywały zwolenników stronnictwa przeciwnego. Tak zginął też Publiusz Antistiusz uważany za stronnika Sulli, zgładzony na rozkaz ówczesnego konsula Mariusza Młodszego. Po śmierci Publiusza samobójstwo popełniła jego żona, matka Antistii.
W czasie wojny cennym sprzymierzeńcem Sulli okazał się Pompejusz. Chcąc go bardziej związać z sobą i mieć nad nim kontrolę Sulla wymusił na Pompejuszu rozwód z Antistią w 82 p.n.e. i poślubienie swojej pasierbicy, Emilii Skaury.